# Ballin' Jack
Ballin' Jack was een Amerikaanse rockband, geformeerd in Seattle, Washington in 1969 door Luther Rabb (bas en zang) en Ronnie Hammon (drums). Ze hadden een kleine hit in 1970 met Super Highway, die nummer 90 bereikte in de Billboard Hot 100.

## Bezetting
- Luther Rabb (1942–2006) (basgitaar, zang)
- Ronnie Hammon (drums)
- Glenn Thomas (gitaar, mandoline)
- Jim Coile (saxofoon, fluit, klarinet)
- Tim McFarland (1945-2011) (trombone, piano, achtergrondzang)
- Jim Walters[4] (overleden) (trompet, bugel, zang)
- Billy McPherson (2011) (saxofoon)
- King Errison[5] (percussie, keyboards)

## Geschiedenis
Luther Rabb en Ronnie Hammon werden geïnspireerd door het succes van hun jeugdvriend Jimi Hendrix. Ze voegden Glenn Thomas (gitaar), Jim Coile en Tim McFarland (beiden hoorns) toe. Ze verhuisden naar Los Angeles in Californië en woonden in een huisstudio in een herenhuis in de buurt van de Sunset Strip. Hendrix vroeg de band om met hem mee te gaan op zijn tournee Cry Of Love uit 1970.
Tijdens 1969 - 1974 toerde Ballin 'Jack de westkust op en neer. Ze gingen op landelijke Amerikaanse tournee ter opwarming voor veel van de bands op locaties zoals het Fillmore East en Fillmore West. Ze stonden op het programma van verschillende grote muziekfestivals uit die tijd. Toen ze in 1972 in de Troubadour in Los Angeles speelden, was Billy Joel de openingsact. Ballin' Jack speelde ook in Japan, waar ze goed werden ontvangen. Tegen 1975 had de band besloten uit elkaar te gaan. Luther Rabb toerde later met Santana en zowel hij als Ronnie Hammon namen later deel aan de oorlog. Hun nummer Found a Child van hun eerste album stond op het sampleralbum Columbia Records Together!. Verschillende van hun nummers zijn gecoverd of gesampled door andere artiesten, waaronder:
- Found a Child - prominent gesampled op de Grammy-winnende raphit Bust a Move uit 1989 door Young MC
- Found a Child - gecoverd door Funktuation op hun ep Talk in 2005
- Found a Child - gecoverd door Cane And Able op hun album Cane And Able in 1970
- Never Let 'Em Say - gesampled door The Beastie Boys in het rapnummer Shadrach, van het album Paul's Boutique uit 1989
- Never Let 'Em Say - gesampled op het nummer Step in the Arena uit 1991 van Gang Starr
- Never Let 'em Say - gesampled door Double X Posse in hun hit Not Gonna To Be It uit 1992

## Discografie

### Albums
- 1970: Ballin' Jack (Columbia Records)
- 1972: Buzzard Luck (Columbia Records)
- 1973: Special Pride (Mercury Records)
- 1974: Live And In Color (Mercury Records)

### Singles
- 1970: Found A Child / Never Let 'Em Say (Columbia Records)
- ????: Super Highway / Only a Tear
- 1971: Hold On (Columbia Records)
- 1972: (Come 'Round Here) I'm the One You Need / (Come 'Round Here) I'm the One You Need (Columbia Records)
- 1973: Try To Relax[9] / Thunder (Mercury Records)
- ????: This Song / Sunday Morning (Columbia Records)

### Anders
Een kort instrumentaal nummer genaamd Little Bit of Feeling of A Little Bit of Feeling, met rockgitaarakkoorden en hoorns, zou door Ballin' Jack zijn gespeeld in ten minste een van hun concerten in januari 1972 die live werd uitgezonden bij KDEO-radiostation die maand in San Diego (Californië). Er is geen opname bekend van dit nummer of enige opname van dat concert.